# Henry Pelham
Henry Pelham (25. září 1694 – 6. březen 1754) byl britský státník a premiér od 27. srpna 1743 až do své smrti. Byl mladším bratrem Thomase Pelhhama-Hollese, který nastoupil do funkce předsedy britské vlády po něm.

## Mládí
Pelham byl mladším synem Thomase Pelhama, 1. barona z Pelhamu a jeho ženy Grace Hollesové. Vzdělání absolvoval ve Westminsteru a na Hertford College v Oxfordu. Jako dobrovolník se účastnil roku 1715 bitvy u Prestonu. Poté strávil nějaký čas na kontinentu a roku 1717 se stal poslancem parlamentu za Seaford v hrabství Sussex.
Pelham se roku 1726 oženil s Kateřinou Mannersovou, dcerou Johna Mannerse, 2. vévody z Rutlandu.

## Politická kariéra
S pomocí styků vlivné rodiny a na doporučení Roberta Walpoleho byl roku 1721 jmenován do funkce člena rady ministra financí (Lord of the Treasury). Roku 1724 se stal ministrem války a roku 1730 přešel na mnohem lukrativnější pozici pokladníka ozbrojených sil.
Zviditelnil se podporou Roberta Walpoleho v době kdy probíhala debata o spotřební dani. On, jeho bratr a Walpole se často scházeli v Houghton Hall v Norfolku, kde vytvářeli základní obrysy politiky země.

## Předseda vlády
Roku 1742 se koalice stran dohodla na sestavení vlády, v jejímž čele stál Pelham jako premiér a od následujícího roku i jako ministr financí a předsedající Dolní sněmovny. První rok byla reálná moc soustředěna v rukách Johna Carterera. Následující rok byl Carterer nucen opustit vládu a Pelham se stal její vůdčí postavou i fakticky. Jeho spojencem ve vládě se stal jeho bratr Thomas. Mezi oběma však čas od času docházelo ke sporům.
Pelham byl přívržencem míru, ale byl nucen dále pokračovat ve válce o rakouské dědictví. Roku 1749 byl přijat zákon o reorganizaci královského námořnictva.
Na základě rozhodnutí z 20. března 1751 se Británie rozhodla přijmout Gregoriánský kalendář s počátkem roku 1. ledna a jeho platnost byla akceptována od následujícího roku. Jedním z posledních zákonů přijatých za Pelhama byl zákon ustanovující minimální věk pro vstup do manželství. Po jeho smrti převzal úřad premiéra jeho bratr Thomas.